# Hansted Sogn (Thisted Kommune)
 For alternative betydninger, se Hansted Sogn. (Se også artikler, som begynder med Hansted Sogn)
Hansted Sogn er et sogn i Thisted Provsti (Aalborg Stift).
I 1800-tallet var Hansted Sogn og Vigsø Sogn annekser til Ræhr Sogn. Alle 3 sogne hørte til Hillerslev Herred i Thisted Amt. Ræhr-Hansted-Vigsø sognekommune skiftede i 1964 navn til Hanstholm Kommune og blev ved kommunalreformen i 1970 kernen i en storkommune med samme navn. Ved strukturreformen i 2007 indgik Hanstholm Kommune i Thisted Kommune.
I Hansted Sogn ligger Hansted Kirke.
I sognet findes følgende autoriserede stednavne:
- Gammelsande (areal)
- Gråbjerg (areal)
- Gråkær (areal)
- Gårddal (bebyggelse)
- Hansted (ejerlav)
- Hanstholm (havneby)
- Helbak Slette (areal)
- Nørby (bebyggelse)
- Risbjerge (areal)
- Rosdal (areal)
- Roshage (areal)